# Minusvalenza
In economia, la minusvalenza è la differenza negativa, in un determinato periodo di tempo, del valore di un'attività finanziaria o di un'attività reale, come valori mobiliari (ad esempio azioni) o beni immobili (ad esempio abitazioni). 
La minusvalenza ha natura esclusivamente contabile, costituendo non un costo monetario, ma solo una diminuzione di redditività.
In alcuni casi il termine è utilizzato per indicare l'ammontare economico negativo (perdita) risultante dalla vendita di un'attività ad un prezzo inferiore a quello d'acquisto.